# فرورفتگی زیرخاری
فرورفتگی زیرخاری (به انگلیسی: infraspinatous fossa) بخشی از استخوان کتف است که بیشتر دو-سوم زیرین شانه را می‌پوشاند. این استخوان به شکل مثلث است و پایه آن به ستون مهره‌ها متصل می‌شود. همچنین تشکیل‌دهندهٔ سطحی صاف است که دیواره‌های رو به بیرون دارد.
این فرورفتگی استخوانی از ماهیچه زیرخاری (infraspinatus muscle) پشتیبانی می‌کند.

## نگارخانه

فرورفتگی زیرخاری در کتف چپ.
پویانمایی از فرورفتگی زیرخاری
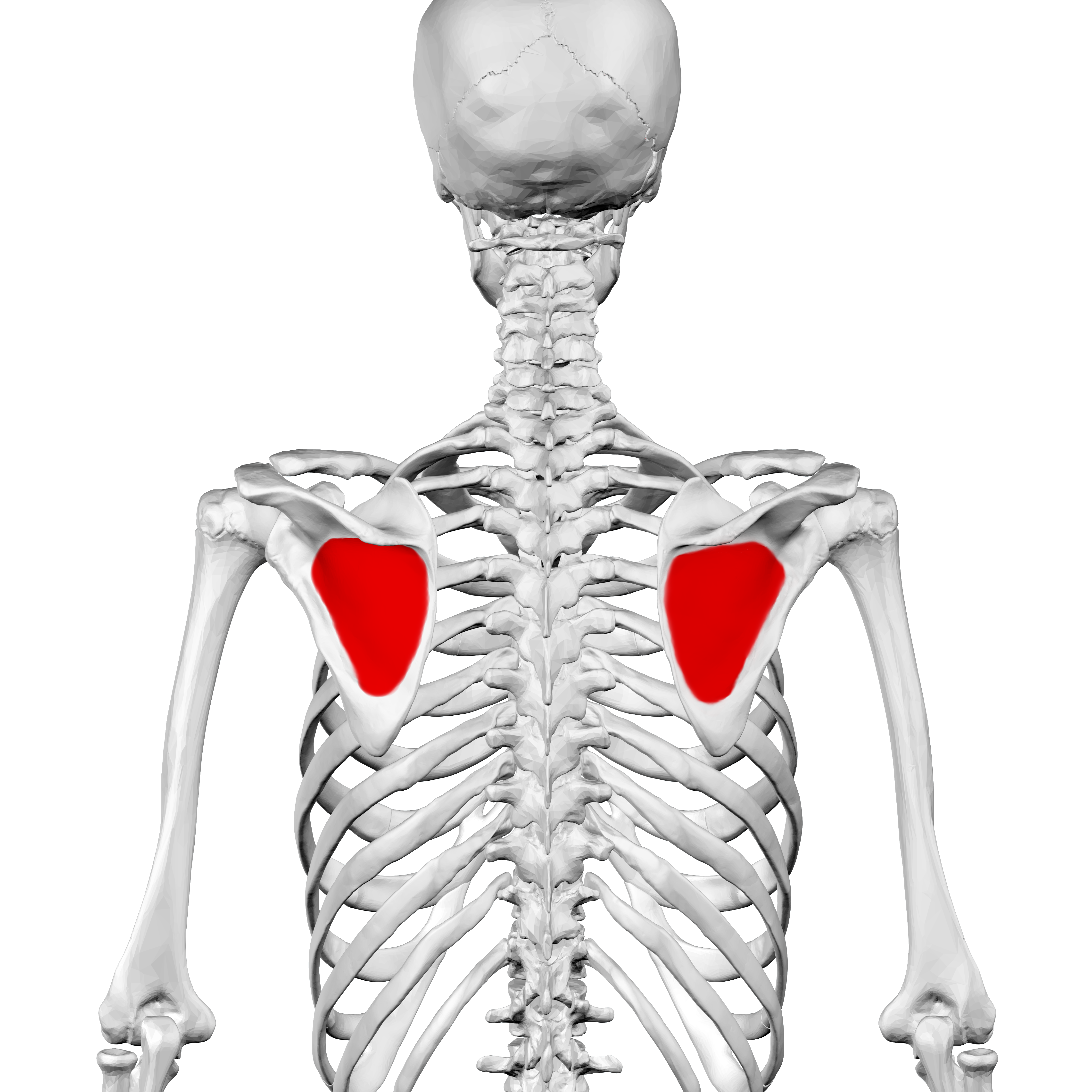
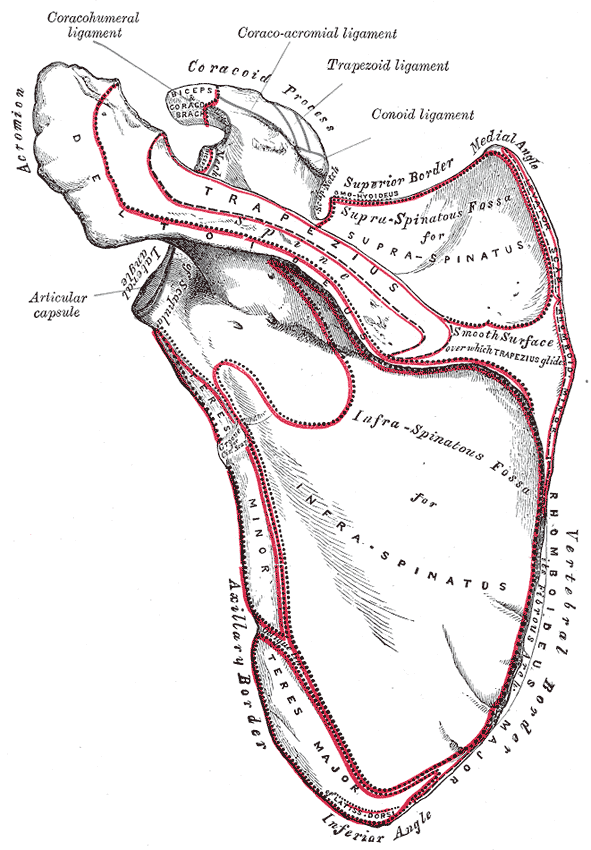
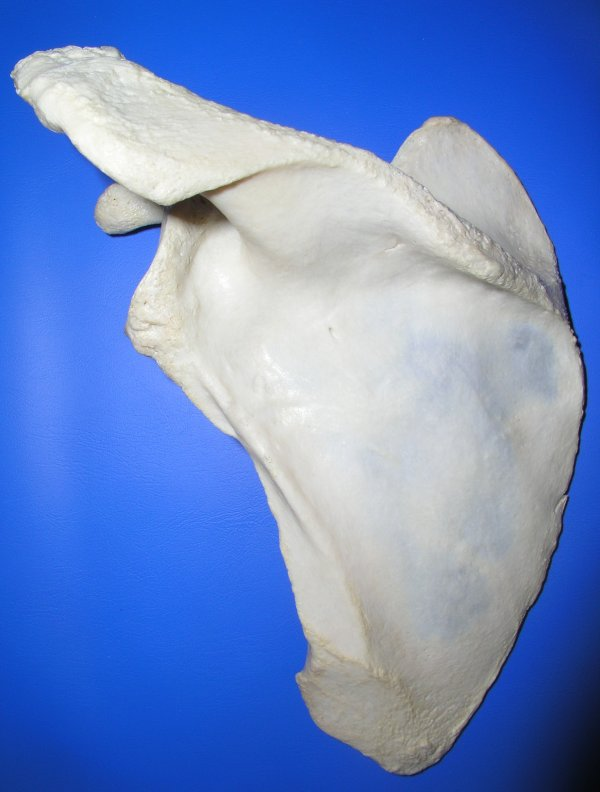
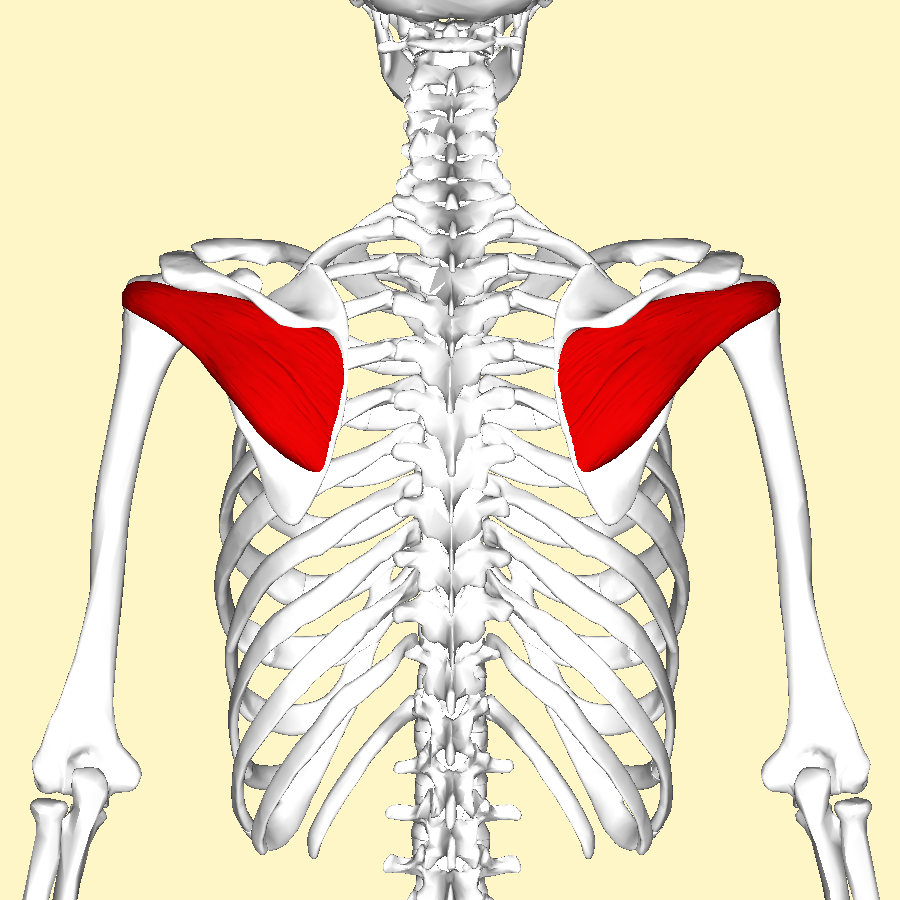
ماهیچه زیرخاری از پشت